# Тур WTA 2001
Тур WTA - серія елітних професійних жіночих тенісних турнірів, організованих Жіночою тенісною асоціацією (WTA). Тур WTA включає: чотири турніри Великого шолома, Чемпіонат Туру WTA, а також турніри 1-ї, 2-ї, 3-ї, 4-ї та 5-ї категорії. Турніри ITF не є частиною Туру WTA, хоча за їх результатами зараховуються очки у залік рейтингу WTA.

## Підсумки року

### Одиночний розряд
Мартіна Хінгіс, яка завершила 2000 і розпочала 2001 рік в ранзі першої ракетки світу, розпочала сезон вдало, у фіналі турніру Adidas International обігравши Ліндсі Девенпорт. Вони могли б зустрітися у фіналі Відкритого чемпіонату Австралії: у півфіналі Хінгіс перемогла Вінус Вільямс, але Девенпорт несподівано поступилася Дженніфер Капріаті, яка повернулася після тривалої перерви і йшла до свого першого фіналу Великого шолома. Потім у фіналі Капріаті, попри всі очікування, перемогла Хінгіс.

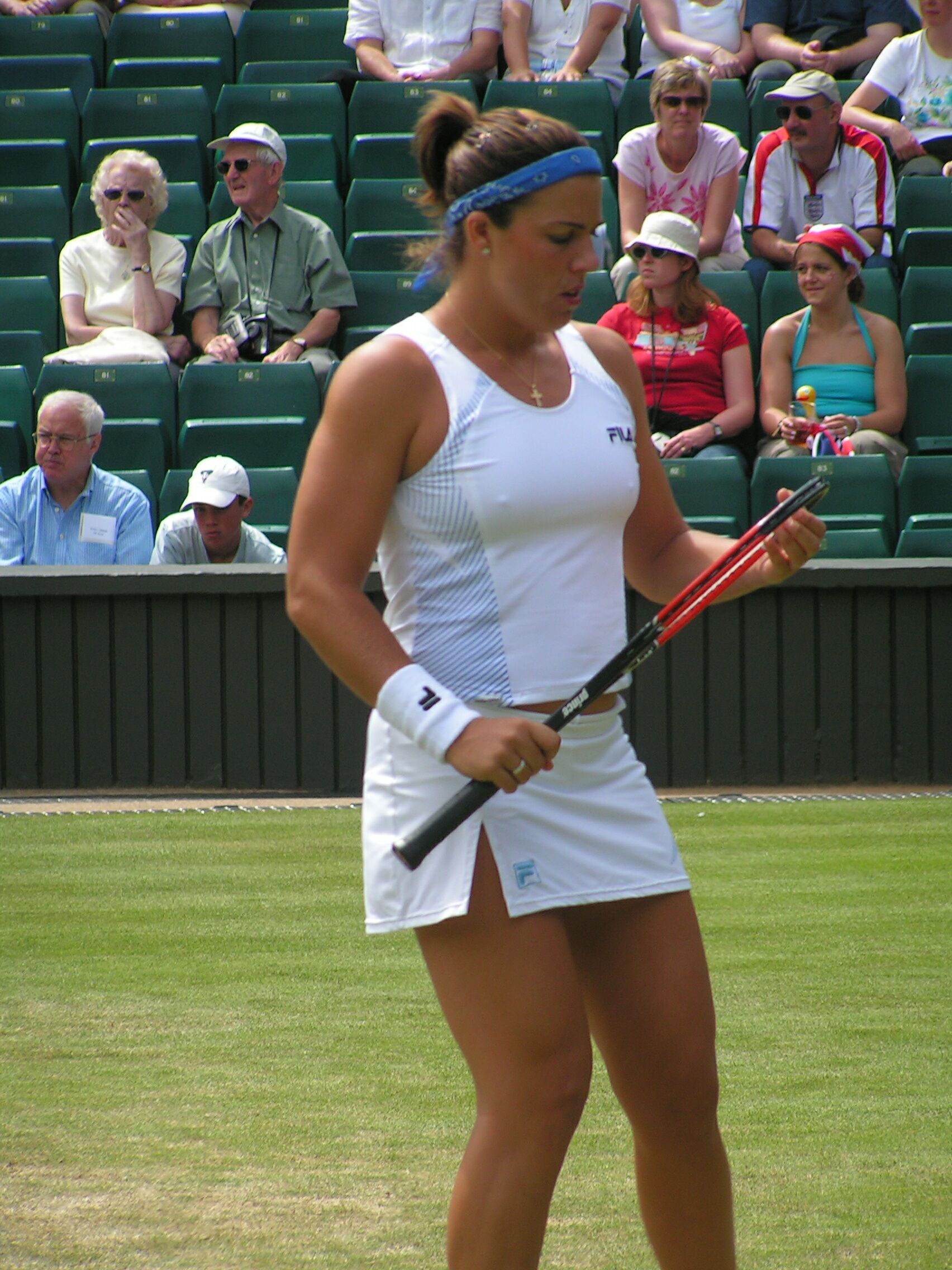
Дженніфер Капріаті відзначила своє повернення після тривалої перерви, вигравши свій перший та другий титули Великого шолома і ненадовго в жовтні посівши перший рядок у рейтингу WTA.

Попри те, що ні Хінгіс ні Девенпорт не виграли Відкритий чемпіонат Австралії, вони продовжили домінувати упродовж решти січня і лютого. Вони зустрілися знову у фіналі Toray Pan Pacific Open, цього разу перемогу здобула Девенпорт. Хінгіс виграла турніри на середньому сході, які проводилися вперше, Qatar Total FinaElf Open та Dubai Duty Free Women's Open, тоді як Девенпорт тріумфувала на State Farm Classic. Тим часом француженка Амелі Моресмо виграла обидва титули в себе на батьківщині: Open Gaz de France та Internationaux de Tennis Feminin Nice; а Моніка Селеш перемогла Капріаті, яка була в формі, у фіналі IGA US Indoors.
Pacific Life Open побачив у фіналі початок змагання тінейджерів, 19-річна Серена Вільямс здобула титул, який вона вперше виграла 1999 року, перемігши 17-річну Кім Клейстерс. Старша сестра Серени, Вінус, відповіла перемогою на іншому великому турнірі Березня Ericsson Open, ледь не поступившись переможниці Відкритого чемпіонату Австралії Капріаті.
Після початку ґрунтового сезону в квітні, Моресмо продовжила перебувати у формі, вигравши свій третій підряд титул, на зеленому ґрунті Bausch & Lomb Championships. Проте, її 16-матчеву серію перервала Хінгіс у чвертьфіналі Family Circle Cup. На тому турнірі Хінгіс у фіналі в трьох сетах поступилася Капріаті, яка таким чином виграла свій перший турнір 1-ї категорії після Canadian Open у сезоні 1991.
Моресмо знову показала приголомшливий результат, прибравши на шляху до перемоги на Eurocard German Open і Хінгіс і Капріаті, а також потрапила у фінал Internazionali BNL d'Italia, де поступилася югославській юніорці Єлена Докич, яка виграла свій перший титул в одиночному розряді.

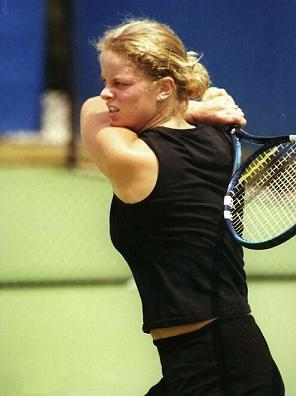
Кім Клейстерс завершила рік 5-ю в рейтингу після проривного року, який включав перше для неї потрапляння у фінал турніру Великого шолома.

Відкритий чемпіонат Франції приніс сенсації на ранній стадії турніру, оскільки фаворитки на ґрунті і Моресмо і Вінус Вільямс обидві вибули в першому колі. Це полегшило завдання Кім Клейстерс на шляху до її першого фіналу Великого шолома. У першому за історію чисто бельгійському півфіналі турнірів Великого шолома вона перемогла Жустін Енен. У півфіналі верхньої частини посіву зустрілися більш передбачувані суперниці, Капріаті та Хінгіс. Капріаті легко перемогла в ньому, а фінал виявився для неї серйознішим випробуванням. Кілька разів вона була за два очки від поразки, але зрештою перемогла Клейстерс з рахунком 12–10 у третьому сеті і таким чином її тогорічна серія на турнірах Великого шолома становила 14–0.
Вімблдон також розпочався з несподіваного результату: 1-ша ракетка світу Хінгіс зазнала поразки від Вірхінії Руано Паскуаль, повторивши своє вибування в першому колі Вімблдону 1999. Ліндсі Девенпорт повернулась у гру на траві після того як пропустила цілий ґрунтовий сезон через забиття кістки правого коліна, і відразу ж показала свою готовність до боротьби, вигравши Britannic Asset Championships. На Вімблдоні вона легко досягнула півфіналу, але там поступилася у рематчі фіналу 2000 року Вінус Вільямс. У півфіналі іншої половини сітки Енен перервала переможну серію Капріаті й стала другою бельгійкою підряд, яка досягнула фіналу турнірів Великого шолома. Однак, як і Клейстерс перед цим, вона поступилась фаворитці Вільямс.
Американки домінували під час свого домашнього літнього сезону на твердому покритті. Вінус Вільямс довела свою силу на цьому покритті другий рік поспіль. Попри поразку від Меган Шонессі на Bank of the West Classic, вона виграла: Acura Classic і Pilot Pen Tennis, що дозволило їй розпочати захист свого титулу на Відкритому чемпіонаті США маючи 9-матчеву переможну серію. Девенпорт також показала себе як одна із претенденток, завершивши літній сезон на твердому покритті з результатом 13–3, включаючи здобуття титулу на estyle.com Classic. Тим часом, Серена Вільямс виграла інший розігрівчий турнір Rogers AT&T Cup.

Ліндсі Девенпорт виграла найбільшу кількість турнірів за рік, 7, і завершила сезон на 1-му місці в рейтингу WTA.

Відкритий чемпіонат США виявився першим фіналом між Вінус і Сереною Вільямс, після того як у півфіналі вони перемогли відповідно Хінгіс і Капріаті. У ньому Вінус виявилася сильнішою. Це був перший фінал між двома сестрами на турнірах Великого шолома, після того як сестри Мод і Ліліан Вотсон грали у фіналі Вімблдону 1884.
Девенпорт показала добру форму під час сезону на закритих кортах, вигравши турніри три тижні підряд: Porsche Tennis Grand Prix, Swisscom Challenge і Generali Ladies Linz, повторивши своє досягнення під час Туру WTA 1998. Також гарні результати показала Докич, яка перемогла на AIG Japan Open і Кубку Кремля. Анжелік Віджайя, бувши на 579 місці в рейтингу WTA, виграла свій домашній турнір  Wismilak International, ставши таким чином гравчинею з найменшим рейтингом за всю історію, яка виграла одне зі змагань Туру.

## Графік
Нижче наведено повний розклад змагань Туру WTA 2001.
Легенда
| Турніри Великого шолома      |
| Чемпіонат закінчення року    |
| Турніри 1-ї категорії        |
| Турніри 2-ї категорії        |
| Турніри 3-ї категорії        |
| Турніри 4-ї та 5-ї категорій |
| Командні змагання            |

### Січень
| Week              | Турнір | Чемпіонки                                         | Фіналістки                                 | Півфіналістки                                                | Чвертьфіналістки                                                |
| ----------------- | --- | ------------------------------------------------- | ------------------------------------------ | ------------------------------------------------------------ | --------------------------------------------------------------- |
| 1 січня           | Кубок Гопмана Перт, Австралія Hopman Cup Хард (п) – 8 команд (ГР)                                                                                              | Швейцарія 2–1                                     | США                                        | Програли в круговому турнірі (група A) ПАР Таїланд Австралія | Програли в круговому турнірі (група B) Росія Словаччина Бельгія |
| 1 січня           | Thalgo Australian Women's Hardcourts Голд-Кост, Австралія Турнір 3-ї категорії $170,000 - Хард - 30S/32Q/16D Одиночний розряд - Парний розряд                  | Жустін Енен 7–6(7–5), 6–4                         | Сільвія Фаріна-Елія                        | Меган Шонессі Патті Шнідер                                   | Кончіта Мартінес Йоаннетта Крюгер Сільвія Талая Андреа Гласс    |
| 1 січня           | Thalgo Australian Women's Hardcourts Голд-Кост, Австралія Турнір 3-ї категорії $170,000 - Хард - 30S/32Q/16D Одиночний розряд - Парний розряд                  | Джулія Казоні Жанетта Гусарова 7–6(11–9), 7–5     | Каті Шлукебір Меган Шонессі                | Меган Шонессі Патті Шнідер                                   | Кончіта Мартінес Йоаннетта Крюгер Сільвія Талая Андреа Гласс    |
| 1 січня           | ASB Bank Classic Окленд, Нова Зеландія Tier V event $110,000 - Хард - 32S/32Q/16D Одиночний розряд - Парний розряд                                             | Мейлен Ту 7–6(12–10), 6–2                         | Паола Суарес                               | Франческа Ск'явоне Марлен Вайнгартнер                        | Кара Блек Лілія Остерло Анна Кремер Еллісон Бредшоу             |
| 1 січня           | ASB Bank Classic Окленд, Нова Зеландія Tier V event $110,000 - Хард - 32S/32Q/16D Одиночний розряд - Парний розряд                                             | Александра Фусаї Ріта Гранде 7–6(7–4), 6–3        | Еммануель Гальярді Барбара Шетт            | Франческа Ск'явоне Марлен Вайнгартнер                        | Кара Блек Лілія Остерло Анна Кремер Еллісон Бредшоу             |
| 8 січня           | Adidas International Сідней, Австралія Турнір 2-ї категорії $565,000 - Хард - 28S/32Q/16D Одиночний розряд - Парний розряд                                     | Мартіна Хінгіс 6–3, 4–6, 7–5                      | Ліндсі Девенпорт                           | Кончіта Мартінес Амелі Моресмо                               | Серена Вільямс Коріна Мораріу Моніка Селеш Ліза Реймонд         |
| 8 січня           | Adidas International Сідней, Австралія Турнір 2-ї категорії $565,000 - Хард - 28S/32Q/16D Одиночний розряд - Парний розряд                                     | Анна Курнікова Барбара Шетт 6–2, 7–5              | Ліза Реймонд Ренне Стаббс                  | Кончіта Мартінес Амелі Моресмо                               | Серена Вільямс Коріна Мораріу Моніка Селеш Ліза Реймонд         |
| 8 січня           | Canberra International Канберра, Австралія Турнір 3-ї категорії $170,000 - Хард - 30S/32Q/16D Одиночний розряд - Парний розряд                                 | Жустін Енен 6–2, 6–2                              | Сандрін Тестю                              | Марі П'єрс Наталі Деші                                       | Йоаннетта Крюгер Ай Суґіяма Чанда Рубін Олена Дементьєва        |
| 8 січня           | Canberra International Канберра, Австралія Турнір 3-ї категорії $170,000 - Хард - 30S/32Q/16D Одиночний розряд - Парний розряд                                 | Ніколь Арендт Ай Суґіяма 6–4, 7–6(7–2)            | Нанні де Вільєрс Аннабел Еллвуд            | Марі П'єрс Наталі Деші                                       | Йоаннетта Крюгер Ай Суґіяма Чанда Рубін Олена Дементьєва        |
| 8 січня           | ANZ Tasmanian International Гобарт, Австралія Tier V event $110,000 - Хард - 32S/32Q/16D Одиночний розряд - Парний розряд                                      | Ріта Гранде 0–6, 6–3, 6–3                         | Дженніфер Гопкінс                          | Руксандра Драгомір Кара Блек                                 | Емі Фрейзер Анн-Гель Сідо Крістіна Бранді Олена Лиховцева       |
| 8 січня           | ANZ Tasmanian International Гобарт, Австралія Tier V event $110,000 - Хард - 32S/32Q/16D Одиночний розряд - Парний розряд                                      | Кара Блек Олена Лиховцева 6–4, 6–1                | Руксандра Драгомір Вірхінія Руано Паскуаль | Руксандра Драгомір Кара Блек                                 | Емі Фрейзер Анн-Гель Сідо Крістіна Бранді Олена Лиховцева       |
| 15 січня 22 січня | Відкритий чемпіонат Австралії Мельбурн, Австралія Великий шолом $3,569,290 - Хард - 128S/96Q/64D/32X Одиночний розряд - Парний розряд - Змішаний парний розряд | Дженніфер Капріаті 6–4, 6–3                       | Мартіна Хінгіс                             | Вінус Вільямс Ліндсі Девенпорт                               | Серена Вільямс Аманда Кетцер Моніка Селеш Анна Курнікова        |
| 15 січня 22 січня | Відкритий чемпіонат Австралії Мельбурн, Австралія Великий шолом $3,569,290 - Хард - 128S/96Q/64D/32X Одиночний розряд - Парний розряд - Змішаний парний розряд | Серена Вільямс Вінус Вільямс 6–2, 4–6, 6–4        | Ліндсі Девенпорт Коріна Мораріу            | Вінус Вільямс Ліндсі Девенпорт                               | Серена Вільямс Аманда Кетцер Моніка Селеш Анна Курнікова        |
| 15 січня 22 січня | Відкритий чемпіонат Австралії Мельбурн, Австралія Великий шолом $3,569,290 - Хард - 128S/96Q/64D/32X Одиночний розряд - Парний розряд - Змішаний парний розряд | Елліс Феррейра Коріна Мораріу 6–1, 6–3            | Джошуа Ігл Барбара Шетт                    | Вінус Вільямс Ліндсі Девенпорт                               | Серена Вільямс Аманда Кетцер Моніка Селеш Анна Курнікова        |
| 29 січня          | Toray Pan Pacific Open Токіо, Японія Турнір 1-ї категорії $1,188,000 - Хард - 28S/32Q/16D Одиночний розряд - Парний розряд                                     | Ліндсі Девенпорт 6–7(4–7), 6–4, 6–2               | Мартіна Хінгіс                             | Магдалена Малеєва Анна Курнікова                             | Ай Суґіяма Асагое Сінобу Анн-Гель Сідо Іва Майолі               |
| 29 січня          | Toray Pan Pacific Open Токіо, Японія Турнір 1-ї категорії $1,188,000 - Хард - 28S/32Q/16D Одиночний розряд - Парний розряд                                     | Ліза Реймонд Ренне Стаббс 7–6(7–5), 2–6, 7–6(8–6) | Анна Курнікова Ірода Туляганова            | Магдалена Малеєва Анна Курнікова                             | Ай Суґіяма Асагое Сінобу Анн-Гель Сідо Іва Майолі               |

### Лютий
| Week      | Турнір | Чемпіонки                                                             | Фіналістки                           | Півфіналістки                              | Чвертьфіналістки                                                                    |
| --------- | --- | --------------------------------------------------------------------- | ------------------------------------ | ------------------------------------------ | ----------------------------------------------------------------------------------- |
| 5 лютого  | Open Gaz de France Париж, Франція Турнір 2-ї категорії $565,000 - Хард (п) - 28S/32Q/16D Одиночний розряд - Парний розряд                    | Амелі Моресмо 7–6(7–2), 6–1                                           | Анке Губер                           | Магдалена Малеєва Наталі Тозья             | Анна Кремер Меган Шонессі Емі Фрейзер Анна Курнікова                                |
| 5 лютого  | Open Gaz de France Париж, Франція Турнір 2-ї категорії $565,000 - Хард (п) - 28S/32Q/16D Одиночний розряд - Парний розряд                    | Іва Майолі Віржіні Раззано 6–3, 7–5                                   | Кімберлі По-Messerli Наталі Тозья    | Магдалена Малеєва Наталі Тозья             | Анна Кремер Меган Шонессі Емі Фрейзер Анна Курнікова                                |
| 12 лютого | Internationaux de Tennis Feminin Nice Ніцца, Франція Турнір 2-ї категорії $565,000 - Хард (п) - 28S/32Q/16D Одиночний розряд - Парний розряд | Амелі Моресмо 6–2, 6–0                                                | Магдалена Малеєва                    | Вінус Вільямс Анке Губер                   | Мейлен Ту Олена Дементьєва Анна Кремер Сільвія Фаріна-Елія                          |
| 12 лютого | Internationaux de Tennis Feminin Nice Ніцца, Франція Турнір 2-ї категорії $565,000 - Хард (п) - 28S/32Q/16D Одиночний розряд - Парний розряд | Емілі Луа Анн-Гель Сідо 1–6, 6–2, 6–0                                 | Кімберлі По-Messerli Наталі Тозья    | Вінус Вільямс Анке Губер                   | Мейлен Ту Олена Дементьєва Анна Кремер Сільвія Фаріна-Елія                          |
| 12 лютого | Qatar Total Fina Elf Open Доха, Катар Турнір 3-ї категорії $170,000 - Хард - 30S/32Q/16D Одиночний розряд - Парний розряд                    | Мартіна Хінгіс 6–3, 6–2                                               | Сандрін Тестю                        | Барбара Шетт Адріана Герші                 | Йоаннетта Крюгер Ліна Красноруцька Генрієта Надьова Крісті Богерт                   |
| 12 лютого | Qatar Total Fina Elf Open Доха, Катар Турнір 3-ї категорії $170,000 - Хард - 30S/32Q/16D Одиночний розряд - Парний розряд                    | Сандрін Тестю Роберта Вінчі 7–5, 7–6(7–4)                             | Крісті Богерт Міріам Ореманс         | Барбара Шетт Адріана Герші                 | Йоаннетта Крюгер Ліна Красноруцька Генрієта Надьова Крісті Богерт                   |
| 19 лютого | Dubai Tennis Championships Дубай,, ОАЕ Турнір 2-ї категорії $565,000 - Хард - 28S/32Q/16D Одиночний розряд - Парний розряд                   | Мартіна Хінгіс 6–4, 6–4                                               | Наталі Тозья                         | Тамарін Танасугарн Рейчел Макквіллан       | Сандрін Тестю Ліна Красноруцька Селіма Сфар Марі П'єрс                              |
| 19 лютого | Dubai Tennis Championships Дубай,, ОАЕ Турнір 2-ї категорії $565,000 - Хард - 28S/32Q/16D Одиночний розряд - Парний розряд                   | Яюк Басукі Кароліна Віс 6–0, 4–6, 6–2                                 | Оса Карлссон Каріна Габшудова        | Тамарін Танасугарн Рейчел Макквіллан       | Сандрін Тестю Ліна Красноруцька Селіма Сфар Марі П'єрс                              |
| 19 лютого | Copa Colsanitas Богота, Колумбія Турнір 3-ї категорії $170,000 - Ґрунт - 30S/32Q/16D Одиночний розряд - Парний розряд                        | Паола Суарес 6–2, 6–4                                                 | Ріта Куті-Кіш                        | Маріана Діас-Оліва Крістіна Торренс-Валеро | Ева Мартінцова Марія Хосе Мартінес Санчес Каталін Мароші-Аракама Каталіна Кастаньйо |
| 19 лютого | Copa Colsanitas Богота, Колумбія Турнір 3-ї категорії $170,000 - Ґрунт - 30S/32Q/16D Одиночний розряд - Парний розряд                        | Татьяна Гарбін Жанетта Гусарова 6–4, 2–6, 6–4                         | Лаура Монтальво Паола Суарес         | Маріана Діас-Оліва Крістіна Торренс-Валеро | Ева Мартінцова Марія Хосе Мартінес Санчес Каталін Мароші-Аракама Каталіна Кастаньйо |
| 19 лютого | IGA US Indoors Оклахома-Сіті, США Турнір 3-ї категорії $170,000 - Хард (п) - 30S/32Q/16D Одиночний розряд - Парний розряд                    | Моніка Селеш 6–3, 5–7, 6–2                                            | Дженніфер Капріаті                   | Асагое Сінобу Даніела Гантухова            | Александра Стівенсон Лілія Остерло Аніко Капрош Ліза Реймонд                        |
| 19 лютого | IGA US Indoors Оклахома-Сіті, США Турнір 3-ї категорії $170,000 - Хард (п) - 30S/32Q/16D Одиночний розряд - Парний розряд                    | Аманда Кетцер Лорі Макніл 6–3, 2–6, 6–0                               | Джанет Лі Вінне Пракуся              | Асагое Сінобу Даніела Гантухова            | Александра Стівенсон Лілія Остерло Аніко Капрош Ліза Реймонд                        |
| 26 лютого | State Farm Classic Скоттсдейл, США Турнір 2-ї категорії $565,000 - Хард - 28S/32Q/16D Одиночний розряд - Парний розряд                       | Ліндсі Девенпорт 6–2, 6–3                                             | Меган Шонессі                        | Дженніфер Капріаті Моніка Селеш            | Ліза Реймонд Тіна Писник Кім Клейстерс Магі Серна                                   |
| 26 лютого | State Farm Classic Скоттсдейл, США Турнір 2-ї категорії $565,000 - Хард - 28S/32Q/16D Одиночний розряд - Парний розряд                       | Ліза Реймонд Ренне Стаббс Walkover                                    | Кім Клейстерс Меган Шонессі          | Дженніфер Капріаті Моніка Селеш            | Ліза Реймонд Тіна Писник Кім Клейстерс Магі Серна                                   |
| 26 лютого | Abierto Mexicano Pegaso Акапулько, Мексика Турнір 3-ї категорії $170,000 - Ґрунт - 30S/32Q/16D Одиночний розряд - Парний розряд              | Аманда Кетцер 2–6, 6–1, 6–2                                           | Олена Дементьєва                     | Паола Суарес Нурія Льягостера Вівес        | Ріта Куті-Кіш Анхелес Монтоліо Маріана Діас-Оліва Коріна Мораріу                    |
| 26 лютого | Abierto Mexicano Pegaso Акапулько, Мексика Турнір 3-ї категорії $170,000 - Ґрунт - 30S/32Q/16D Одиночний розряд - Парний розряд              | Марія Хосе Мартінес Санчес Анабель Медіна Гаррігес 6–4, 6–7(5–7), 7–5 | Вірхінія Руано Паскуаль Паола Суарес | Паола Суарес Нурія Льягостера Вівес        | Ріта Куті-Кіш Анхелес Монтоліо Маріана Діас-Оліва Коріна Мораріу                    |

### Березень
| Week                  | Турнір | Чемпіонки                                   | Фіналістки                           | Півфіналістки                   | Чвертьфіналістки                                                   |
| --------------------- | --- | ------------------------------------------- | ------------------------------------ | ------------------------------- | ------------------------------------------------------------------ |
| 5 березня 12 березня  | Pacific Life Open Індіан-Веллс, США Турнір 1-ї категорії $2,000,000 - Хард - 96S/48Q/32D Одиночний розряд - Парний розряд | Серена Вільямс 4–6, 6–4, 6–2                | Кім Клейстерс                        | Мартіна Хінгіс Вінус Вільямс    | Сільвія Фаріна-Елія Олена Бовіна Олена Дементьєва Ліндсі Девенпорт |
| 5 березня 12 березня  | Pacific Life Open Індіан-Веллс, США Турнір 1-ї категорії $2,000,000 - Хард - 96S/48Q/32D Одиночний розряд - Парний розряд | Ніколь Арендт Ай Суґіяма 6–4, 6–4           | Вірхінія Руано Паскуаль Паола Суарес | Мартіна Хінгіс Вінус Вільямс    | Сільвія Фаріна-Елія Олена Бовіна Олена Дементьєва Ліндсі Девенпорт |
| 19 березня 26 березня | Ericsson Open Маямі, США Турнір 1-ї категорії $2,720,000 - Хард - 96S/48Q/32D Одиночний розряд - Парний розряд            | Вінус Вільямс 4–6, 6–1, 7–6(7–4)            | Дженніфер Капріаті                   | Мартіна Хінгіс Олена Дементьєва | Анке Губер Єлена Докич Серена Вільямс Ліндсі Девенпорт             |
| 19 березня 26 березня | Ericsson Open Маямі, США Турнір 1-ї категорії $2,720,000 - Хард - 96S/48Q/32D Одиночний розряд - Парний розряд            | Аранча Санчес Вікаріо Наталі Тозья 6–0, 6–4 | Ліза Реймонд Ренне Стаббс            | Мартіна Хінгіс Олена Дементьєва | Анке Губер Єлена Докич Серена Вільямс Ліндсі Девенпорт             |

### Квітень
| Week      | Турнір | Чемпіонки                                                             | Фіналістки                                | Півфіналістки                        | Чвертьфіналістки                                                   |
| --------- | --- | --------------------------------------------------------------------- | ----------------------------------------- | ------------------------------------ | ------------------------------------------------------------------ |
| 2 квітня  | Porto Open Порту, Португалія Турнір 4-ї категорії $140,000 - Ґрунт - 32S/32Q/16D Одиночний розряд - Парний розряд                      | Аранча Санчес Вікаріо 6–3, 6–1                                        | Магі Серна                                | Сільвія Фаріна-Елія Сільвія Талая    | Петра Мандула Людмила Черванова Ріта Куті-Кіш Любомира Бачева      |
| 2 квітня  | Porto Open Порту, Португалія Турнір 4-ї категорії $140,000 - Ґрунт - 32S/32Q/16D Одиночний розряд - Парний розряд                      | Марія Хосе Мартінес Санчес Анабель Медіна Гаррігес 6–1, 6–7(5–7), 7–5 | Александра Фусаї Ріта Гранде              | Сільвія Фаріна-Елія Сільвія Талая    | Петра Мандула Людмила Черванова Ріта Куті-Кіш Любомира Бачева      |
| 9 квітня  | Bausch & Lomb Championships Амілія, США Турнір 2-ї категорії $565,000 - Ґрунт (зелений) - 56S/32Q/16D Одиночний розряд - Парний розряд | Амелі Моресмо 6–4, 7–5                                                | Аманда Кетцер                             | Аранча Санчес Вікаріо Надія Петрова  | Мартіна Хінгіс Олена Дементьєва Меган Шонессі Сільвія Фаріна-Елія  |
| 9 квітня  | Bausch & Lomb Championships Амілія, США Турнір 2-ї категорії $565,000 - Ґрунт (зелений) - 56S/32Q/16D Одиночний розряд - Парний розряд | Кончіта Мартінес Патрісія Тарабіні 6–4, 6–2                           | Мартіна Навратілова Аранча Санчес Вікаріо | Аранча Санчес Вікаріо Надія Петрова  | Мартіна Хінгіс Олена Дементьєва Меган Шонессі Сільвія Фаріна-Елія  |
| 9 квітня  | Estoril Open Ештуріл, Португалія Турнір 4-ї категорії $140,000 - Ґрунт - 32S/32Q/16D Одиночний розряд - Парний розряд                  | Анхелес Монтоліо 3–6, 6–3, 6–2                                        | Олена Бовіна                              | Жустін Енен Яна Кандарр              | Ріта Гранде Франческа Ск'явоне Тіна Писник Татьяна Гарбін          |
| 9 квітня  | Estoril Open Ештуріл, Португалія Турнір 4-ї категорії $140,000 - Ґрунт - 32S/32Q/16D Одиночний розряд - Парний розряд                  | Квета Грдлічкова Барбара Ріттнер 3–6, 7–5, 6–1                        | Тіна Кріжан Катарина Среботнік            | Жустін Енен Яна Кандарр              | Ріта Гранде Франческа Ск'явоне Тіна Писник Татьяна Гарбін          |
| 16 квітня | Family Circle Cup Чарлстон, США Турнір 1-ї категорії $1,200,000 - Ґрунт (зелений) - 56S/32Q/28D Одиночний розряд - Парний розряд       | Дженніфер Капріаті 6–0, 4–6, 6–4                                      | Мартіна Хінгіс                            | Кончіта Мартінес Марлен Вайнгартнер  | Амелі Моресмо Емі Фрейзер Аманда Кетцер Олена Лиховцева            |
| 16 квітня | Family Circle Cup Чарлстон, США Турнір 1-ї категорії $1,200,000 - Ґрунт (зелений) - 56S/32Q/28D Одиночний розряд - Парний розряд       | Ліза Реймонд Ренне Стаббс 5–7, 7–6(7–5), 6–3                          | Вірхінія Руано Паскуаль Паола Суарес      | Кончіта Мартінес Марлен Вайнгартнер  | Амелі Моресмо Емі Фрейзер Аманда Кетцер Олена Лиховцева            |
| 16 квітня | Colortex Budapest Grand Prix Будапешт, Угорщина Tier V event $110,000 - Ґрунт - 32S/32Q/16D Одиночний розряд - Парний розряд           | Магдалена Малеєва 3–6, 6–2, 6–4                                       | Анна Кремер                               | Крістіна Торренс-Валеро Аніко Капрош | Франческа Ск'явоне Анхелес Монтоліо Емілі Луа Петра Мандула        |
| 16 квітня | Colortex Budapest Grand Prix Будапешт, Угорщина Tier V event $110,000 - Ґрунт - 32S/32Q/16D Одиночний розряд - Парний розряд           | Татьяна Гарбін Жанетта Гусарова 6–1, 6–3                              | Жанетта Гусарова Драгана Зарич            | Крістіна Торренс-Валеро Аніко Капрош | Франческа Ск'явоне Анхелес Монтоліо Емілі Луа Петра Мандула        |
| 30 квітня | Betty Barclay Cup Гамбург, Німеччина Турнір 2-ї категорії $565,000 - Ґрунт - 28S/32Q/16D Одиночний розряд - Парний розряд              | Вінус Вільямс 6–3, 6–0                                                | Меган Шонессі                             | Єлена Докич Аманда Кетцер            | Сільвія Фаріна-Елія Аранча Санчес Вікаріо Патті Шнідер Жустін Енен |
| 30 квітня | Betty Barclay Cup Гамбург, Німеччина Турнір 2-ї категорії $565,000 - Ґрунт - 28S/32Q/16D Одиночний розряд - Парний розряд              | Кара Блек Олена Лиховцева 6–2, 4–6, 6–2                               | Квета Грдлічкова Барбара Ріттнер          | Єлена Докич Аманда Кетцер            | Сільвія Фаріна-Елія Аранча Санчес Вікаріо Патті Шнідер Жустін Енен |
| 30 квітня | Croatian Bol Ladies Open Бол, Хорватія Турнір 3-ї категорії $170,000 - Ґрунт - 30S/32Q/16D Одиночний розряд - Парний розряд            | Анхелес Монтоліо 3–6, 6–2, 6–4                                        | Маріана Діас-Оліва                        | Кім Клейстерс Сандрін Тестю          | Павліна Нола Анна Смашнова Тіна Писник Марлен Вайнгартнер          |
| 30 квітня | Croatian Bol Ladies Open Бол, Хорватія Турнір 3-ї категорії $170,000 - Ґрунт - 30S/32Q/16D Одиночний розряд - Парний розряд            | Марія Хосе Мартінес Санчес Анабель Медіна Гаррігес 7–5, 6–4           | Надія Петрова Тіна Писник                 | Кім Клейстерс Сандрін Тестю          | Павліна Нола Анна Смашнова Тіна Писник Марлен Вайнгартнер          |

### Травень
| Week               | Турнір | Чемпіонки                                               | Фіналістки                     | Півфіналістки                                      | Чвертьфіналістки                                                               |
| ------------------ | --- | ------------------------------------------------------- | ------------------------------ | -------------------------------------------------- | ------------------------------------------------------------------------------ |
| 7 травня           | Eurocard German Open Берлін, Німеччина Турнір 1-ї категорії $1,185,000 - Ґрунт - 56S/32Q/28D Одиночний розряд - Парний розряд                            | Амелі Моресмо 6–4, 2–6, 6–3                             | Дженніфер Капріаті             | Мартіна Хінгіс Жустін Енен                         | Аранча Санчес Вікаріо Аманда Кетцер Кончіта Мартінес Міріам Шнітцер            |
| 7 травня           | Eurocard German Open Берлін, Німеччина Турнір 1-ї категорії $1,185,000 - Ґрунт - 56S/32Q/28D Одиночний розряд - Парний розряд                            | Елс Калленс Меган Шонессі 6–4, 6–3                      | Кара Блек Олена Лиховцева      | Мартіна Хінгіс Жустін Енен                         | Аранча Санчес Вікаріо Аманда Кетцер Кончіта Мартінес Міріам Шнітцер            |
| 14 травня          | Відкритий чемпіонат Італії Рим, Італія Турнір 1-ї категорії $1,200,000 - Ґрунт - 56S/48Q/28D Одиночний розряд - Парний розряд                            | Єлена Докич 7–6(7–3), 6–1                               | Амелі Моресмо                  | Мартіна Хінгіс Кончіта Мартінес                    | Аранча Санчес Вікаріо Паола Суарес Франческа Ск'явоне Йоаннетта Крюгер         |
| 14 травня          | Відкритий чемпіонат Італії Рим, Італія Турнір 1-ї категорії $1,200,000 - Ґрунт - 56S/48Q/28D Одиночний розряд - Парний розряд                            | Кара Блек Олена Лиховцева 6–1, 6–1                      | Паола Суарес Патрісія Тарабіні | Мартіна Хінгіс Кончіта Мартінес                    | Аранча Санчес Вікаріо Паола Суарес Франческа Ск'явоне Йоаннетта Крюгер         |
| 14 травня          | Mexx Sport Benelux Open Антверпен, Бельгія Tier V event $110,000 - Ґрунт - 32S/32Q/16D Singles Draw - Doubles Draw                                       | Барбара Ріттнер 6–3, 6–2                                | Клара Коукалова                | Ева Бес Анабель Медіна Гаррігес                    | Лоранс Куртуа Марія Хосе Мартінес Санчес Анна Смашнова Вірхінія Руано Паскуаль |
| 14 травня          | Mexx Sport Benelux Open Антверпен, Бельгія Tier V event $110,000 - Ґрунт - 32S/32Q/16D Singles Draw - Doubles Draw                                       | Елс Калленс Вірхінія Руано Паскуаль 6–3, 3–6, 6–4       | Крісті Богерт Міріам Ореманс   | Ева Бес Анабель Медіна Гаррігес                    | Лоранс Куртуа Марія Хосе Мартінес Санчес Анна Смашнова Вірхінія Руано Паскуаль |
| 21 травня          | Internationaux de Strasbourg Страсбург, Франція Турнір 3-ї категорії $170,000 - Ґрунт - 30S/32Q/16D Одиночний розряд - Парний розряд                     | Сільвія Фаріна-Елія 7–5, 0–6, 6–4                       | Анке Губер                     | Селін Бейгбедер Наталі Тозья                       | Ай Суґіяма Ріта Куті-Кіш Ірода Туляганова Меган Шонессі                        |
| 21 травня          | Internationaux de Strasbourg Страсбург, Франція Турнір 3-ї категорії $170,000 - Ґрунт - 30S/32Q/16D Одиночний розряд - Парний розряд                     | Сільвія Фаріна-Елія Ірода Туляганова 6–1, 7–6(7–0)      | Аманда Кетцер Лорі Макніл      | Селін Бейгбедер Наталі Тозья                       | Ай Суґіяма Ріта Куті-Кіш Ірода Туляганова Меган Шонессі                        |
| 21 травня          | Open de España Villa de Madrid Мадрид, Іспанія Турнір 3-ї категорії $170,000 - Ґрунт - 30S/32Q/16D Singles Draw - Doubles Draw                           | Аранча Санчес Вікаріо 7–5, 6–0                          | Анхелес Монтоліо               | Анабель Медіна Гаррігес Марія Хосе Мартінес Санчес | Россана де лос Ріос Магі Серна Сандрін Тестю Ліза Реймонд                      |
| 21 травня          | Open de España Villa de Madrid Мадрид, Іспанія Турнір 3-ї категорії $170,000 - Ґрунт - 30S/32Q/16D Singles Draw - Doubles Draw                           | Вірхінія Руано Паскуаль Паола Суарес 7–5, 2–6, 7–6(7–4) | Ліза Реймонд Ренне Стаббс      | Анабель Медіна Гаррігес Марія Хосе Мартінес Санчес | Россана де лос Ріос Магі Серна Сандрін Тестю Ліза Реймонд                      |
| 28 травня 4 червня | Відкритий чемпіонат Франції Париж, Франція Великий шолом $3,745,147 - Ґрунт - 128S/96Q/64D/32X Одиночний розряд - Парний розряд - Змішаний парний розряд | Дженніфер Капріаті 1–6, 6–4, 12–10                      | Кім Клейстерс                  | Мартіна Хінгіс Жустін Енен                         | Франческа Ск'явоне Серена Вільямс Петра Мандула Ліна Красноруцька              |
| 28 травня 4 червня | Відкритий чемпіонат Франції Париж, Франція Великий шолом $3,745,147 - Ґрунт - 128S/96Q/64D/32X Одиночний розряд - Парний розряд - Змішаний парний розряд | Вірхінія Руано Паскуаль Паола Суарес 6–2, 6–1           | Єлена Докич Кончіта Мартінес   | Мартіна Хінгіс Жустін Енен                         | Франческа Ск'явоне Серена Вільямс Петра Мандула Ліна Красноруцька              |
| 28 травня 4 червня | Відкритий чемпіонат Франції Париж, Франція Великий шолом $3,745,147 - Ґрунт - 128S/96Q/64D/32X Одиночний розряд - Парний розряд - Змішаний парний розряд | Томас Карбонелл Вірхінія Руано Паскуаль 7–5, 6–3        | Жайме Онсінс Паола Суарес      | Мартіна Хінгіс Жустін Енен                         | Франческа Ск'явоне Серена Вільямс Петра Мандула Ліна Красноруцька              |

### Червень
| Week              | Турнір | Чемпіонки                                                     | Фіналістки                        | Півфіналістки                               | Чвертьфіналістки                                                  |
| ----------------- | --- | ------------------------------------------------------------- | --------------------------------- | ------------------------------------------- | ----------------------------------------------------------------- |
| 11 червня         | DFS Classic Бірмінгем, Велика Британія Турнір 3-ї категорії $170,000 - Трава - 56S/32Q/16D Одиночний розряд - Парний розряд                                            | Наталі Тозья 6–3, 7–5                                         | Міріам Ореманс                    | Ліза Реймонд Даніела Гантухова              | Анна Кремер Олена Лиховцева Віржіні Раззано Крістіна Бранді       |
| 11 червня         | DFS Classic Бірмінгем, Велика Британія Турнір 3-ї категорії $170,000 - Трава - 56S/32Q/16D Одиночний розряд - Парний розряд                                            | Кара Блек Олена Лиховцева 6–1, 6–1                            | Кімберлі По-Messerli Наталі Тозья | Ліза Реймонд Даніела Гантухова              | Анна Кремер Олена Лиховцева Віржіні Раззано Крістіна Бранді       |
| 11 червня         | Tashkent Open Ташкент, Узбекистан Турнір 4-ї категорії $140,000 - Хард - 32S/32Q/16D Одиночний розряд - Парний розряд                                                  | Б'янка Ламаде 6–3, 2–6, 6–2                                   | Седа Норландер                    | Марі-Гаяне Мікаелян Крістіна Торренс-Валеро | Вінне Пракуся Алена Вашкова Ірода Туляганова Джанет Лі            |
| 11 червня         | Tashkent Open Ташкент, Узбекистан Турнір 4-ї категорії $140,000 - Хард - 32S/32Q/16D Одиночний розряд - Парний розряд                                                  | Петра Мандула Патріція Вартуш 6–1, 6–4                        | Тетяна Перебийніс Тетяна Пучек    | Марі-Гаяне Мікаелян Крістіна Торренс-Валеро | Вінне Пракуся Алена Вашкова Ірода Туляганова Джанет Лі            |
| 18 червня         | Britannic Asset Championships Істборн, Велика Британія Турнір 2-ї категорії $565,000 - Трава - 28S/32Q/16D Одиночний розряд - Парний розряд                            | Ліндсі Девенпорт 6–2, 6–0                                     | Магі Серна                        | Чанда Рубін Олена Лиховцева                 | Сільвія Фаріна-Елія Ліза Реймонд Меган Шонессі Тамарін Танасугарн |
| 18 червня         | Britannic Asset Championships Істборн, Велика Британія Турнір 2-ї категорії $565,000 - Трава - 28S/32Q/16D Одиночний розряд - Парний розряд                            | Ліза Реймонд Ренне Стаббс 6–2, 6–2                            | Кара Блек Олена Лиховцева         | Чанда Рубін Олена Лиховцева                 | Сільвія Фаріна-Елія Ліза Реймонд Меган Шонессі Тамарін Танасугарн |
| 18 червня         | Heineken Trophy 'с-Гертогенбос, Нідерланди Турнір 3-ї категорії $170,000 - Трава - 30S/16D Одиночний розряд - Парний розряд                                            | Жустін Енен 6–4, 3–6, 6–3                                     | Кім Клейстерс                     | Єлена Докич Ірода Туляганова                | Крістіна Бранді Генрієта Надьова Тетяна Панова Олена Бовіна       |
| 18 червня         | Heineken Trophy 'с-Гертогенбос, Нідерланди Турнір 3-ї категорії $170,000 - Трава - 30S/16D Одиночний розряд - Парний розряд                                            | Руксандра Драгомір Іліє Надія Петрова 7–6(7–5), 6–7(5–7), 6–4 | Кім Клейстерс Міріам Ореманс      | Єлена Докич Ірода Туляганова                | Крістіна Бранді Генрієта Надьова Тетяна Панова Олена Бовіна       |
| 25 червня 2 липня | Вімблдон Championships Вімблдон, Лондон, Велика Британія Великий шолом $4,545,319 - Трава - 128S/96Q/64D/32X Одиночний розряд - Парний розряд - Змішаний парний розряд | Вінус Вільямс 6–1, 3–6, 6–0                                   | Жустін Енен                       | Дженніфер Капріаті Ліндсі Девенпорт         | Кончіта Мартінес Серена Вільямс Кім Клейстерс Наталі Тозья        |
| 25 червня 2 липня | Вімблдон Championships Вімблдон, Лондон, Велика Британія Великий шолом $4,545,319 - Трава - 128S/96Q/64D/32X Одиночний розряд - Парний розряд - Змішаний парний розряд | Ліза Реймонд Ренне Стаббс 6–4, 6–3                            | Кім Клейстерс Ай Суґіяма          | Дженніфер Капріаті Ліндсі Девенпорт         | Кончіта Мартінес Серена Вільямс Кім Клейстерс Наталі Тозья        |
| 25 червня 2 липня | Вімблдон Championships Вімблдон, Лондон, Велика Британія Великий шолом $4,545,319 - Трава - 128S/96Q/64D/32X Одиночний розряд - Парний розряд - Змішаний парний розряд | Леош Фридль Даніела Гантухова 4–6, 6–3, 6–2                   | Майк Браян Кара Блек              | Дженніфер Капріаті Ліндсі Девенпорт         | Кончіта Мартінес Серена Вільямс Кім Клейстерс Наталі Тозья        |

### Липень
| Week     | Турнір | Чемпіонки                                                   | Фіналістки                                         | Півфіналістки                         | Чвертьфіналістки                                                        |
| -------- | --- | ----------------------------------------------------------- | -------------------------------------------------- | ------------------------------------- | ----------------------------------------------------------------------- |
| 9 липня  | Uniqa Grand Prix Відень, Австрія Турнір 3-ї категорії $300,000 - Ґрунт - 30S/32Q/16D Singles Draw - Doubles Draw                           | Ірода Туляганова 6–3, 6–2                                   | Патті Шнідер                                       | Паола Суарес Єлена Костанич           | Марта Марреро Барбара Шетт Анке Губер Анна Смашнова                     |
| 9 липня  | Uniqa Grand Prix Відень, Австрія Турнір 3-ї категорії $300,000 - Ґрунт - 30S/32Q/16D Singles Draw - Doubles Draw                           | Паола Суарес Патрісія Тарабіні 6–4, 6–2                     | Ванесса Генке Ленка Немечкова                      | Паола Суарес Єлена Костанич           | Марта Марреро Барбара Шетт Анке Губер Анна Смашнова                     |
| 9 липня  | Internazionali Femminili di Tennis di Palermo Палермо, Італія Tier V event $110,000 - Ґрунт - 32S/28Q/16D Одиночний розряд - Парний розряд | Анабель Медіна Гаррігес 6–4, 6–4                            | Крістіна Торренс-Валеро                            | Гала Леон Гарсія Оса Карлссон         | Магі Серна Татьяна Гарбін Франческа Ск'явоне Тетяна Панова              |
| 9 липня  | Internazionali Femminili di Tennis di Palermo Палермо, Італія Tier V event $110,000 - Ґрунт - 32S/28Q/16D Одиночний розряд - Парний розряд | Татьяна Гарбін Жанетта Гусарова 4–6, 6–2, 6–4               | Марія Хосе Мартінес Санчес Анабель Медіна Гаррігес | Гала Леон Гарсія Оса Карлссон         | Магі Серна Татьяна Гарбін Франческа Ск'явоне Тетяна Панова              |
| 16 липня | Sanex Trophy Knokke-Heist, Бельгія Турнір 4-ї категорії $150,000 - Ґрунт - 32S/32Q/16D Одиночний розряд - Парний розряд                    | Ірода Туляганова 6–2, 6–3                                   | Гала Леон Гарсія                                   | Кім Клейстерс Марта Марреро           | Магі Серна Анхелес Монтоліо Крістіна Торренс-Валеро Россана де лос Ріос |
| 16 липня | Sanex Trophy Knokke-Heist, Бельгія Турнір 4-ї категорії $150,000 - Ґрунт - 32S/32Q/16D Одиночний розряд - Парний розряд                    | Вірхінія Руано Паскуаль Магі Серна 6–4, 6–3                 | Руксандра Драгомір Іліє Андрея Ехрітт-Ванк         | Кім Клейстерс Марта Марреро           | Магі Серна Анхелес Монтоліо Крістіна Торренс-Валеро Россана де лос Ріос |
| 23 липня | Bank of the West Classic Стенфорд , США Турнір 2-ї категорії $565,000 - Хард - 28S/32Q/16D Одиночний розряд - Парний розряд                | Кім Клейстерс 6–4, 6–7(5–7), 6–1                            | Ліндсі Девенпорт                                   | Меган Шонессі Моніка Селеш            | Вінус Вільямс Чанда Рубін Лілія Остерло Яна Кандарр                     |
| 23 липня | Bank of the West Classic Стенфорд , США Турнір 2-ї категорії $565,000 - Хард - 28S/32Q/16D Одиночний розряд - Парний розряд                | Джанет Лі Вінне Пракуся 3–6, 6–3, 6–3                       | Ніколь Арендт Кароліна Віс                         | Меган Шонессі Моніка Селеш            | Вінус Вільямс Чанда Рубін Лілія Остерло Яна Кандарр                     |
| 23 липня | Idea Prokom Open Сопот, Польща Турнір 3-ї категорії $170,000 - Ґрунт - 30S/32Q/16D Одиночний розряд - Парний розряд                        | Крістіна Торренс-Валеро 6–2, 6–2                            | Гала Леон Гарсія                                   | Єлена Докич Сільвія Фаріна-Елія       | Анке Губер Маріана Діас-Оліва Генрієта Надьова Тетяна Пучек             |
| 23 липня | Idea Prokom Open Сопот, Польща Турнір 3-ї категорії $170,000 - Ґрунт - 30S/32Q/16D Одиночний розряд - Парний розряд                        | Йоаннетта Крюгер Франческа Ск'явоне 6–4, 6–0                | Тетяна Перебийніс Анастасія Родіонова              | Єлена Докич Сільвія Фаріна-Елія       | Анке Губер Маріана Діас-Оліва Генрієта Надьова Тетяна Пучек             |
| 23 липня | GP SAR La Princesse Lalla Meryem Касабланка, Марокко Tier V event $110,000 - Ґрунт - 32S/26Q/16D Singles Draw - Doubles Draw               | Жофія Губачі 1–6, 6–3, 7–6(7–5)                             | Марія Елена Камерін                                | Емілі Луа Аніко Капрош                | Мартина Суха Анка Барна Ленка Немечкова Марія Емілія Салерні            |
| 23 липня | GP SAR La Princesse Lalla Meryem Касабланка, Марокко Tier V event $110,000 - Ґрунт - 32S/26Q/16D Singles Draw - Doubles Draw               | Любомира Бачева Оса Карлссон 6–3, 6–7(4–7), 6–1             | Марія Хосе Мартінес Санчес Марія Емілія Салерні    | Емілі Луа Аніко Капрош                | Мартина Суха Анка Барна Ленка Немечкова Марія Емілія Салерні            |
| 30 липня | Acura Classic Сан-Дієго, США Турнір 2-ї категорії $750,000 - Хард - 56S/16Q/16D Одиночний розряд - Парний розряд                           | Вінус Вільямс 6–2, 6–3                                      | Моніка Селеш                                       | Мартіна Хінгіс Ліндсі Девенпорт       | Ай Суґіяма Дженніфер Капріаті Сандрін Тестю Наталі Тозья                |
| 30 липня | Acura Classic Сан-Дієго, США Турнір 2-ї категорії $750,000 - Хард - 56S/16Q/16D Одиночний розряд - Парний розряд                           | Кара Блек Олена Лиховцева 6–4, 1–6, 6–4                     | Мартіна Хінгіс Анна Курнікова                      | Мартіна Хінгіс Ліндсі Девенпорт       | Ай Суґіяма Дженніфер Капріаті Сандрін Тестю Наталі Тозья                |
| 30 липня | PreCon Open Базель, Швейцарія Турнір 4-ї категорії $140,000 - Ґрунт - 32S/32Q/16D Singles Draw - Doubles Draw                              | Адріана Герші 6–4, 6–1                                      | Марі-Гаяне Мікаелян                                | Анна Смашнова Крістіна Торренс-Валеро | Даніела Гантухова Б'янка Ламаде Мартіна Мюллер Грета Арн                |
| 30 липня | PreCon Open Базель, Швейцарія Турнір 4-ї категорії $140,000 - Ґрунт - 32S/32Q/16D Singles Draw - Doubles Draw                              | Марія Хосе Мартінес Санчес Анабель Медіна Гаррігес 6–2, 7–5 | Йоаннетта Крюгер Марта Марреро                     | Анна Смашнова Крістіна Торренс-Валеро | Даніела Гантухова Б'янка Ламаде Мартіна Мюллер Грета Арн                |

### Серпень
| Week                | Турнір | Чемпіонки                                   | Фіналістки                        | Півфіналістки                     | Чвертьфіналістки                                          |
| ------------------- | --- | ------------------------------------------- | --------------------------------- | --------------------------------- | --------------------------------------------------------- |
| 6 серпня            | estyle.com Classic Мангеттен-Біч, США Турнір 2-ї категорії $565,000 - Хард - 56S/16Q/16D Одиночний розряд - Парний розряд                | Ліндсі Девенпорт 6–3, 7–5                   | Моніка Селеш                      | Мартіна Хінгіс Наталі Тозья       | Емі Фрейзер Серена Вільямс Кім Клейстерс Олена Дементьєва |
| 6 серпня            | estyle.com Classic Мангеттен-Біч, США Турнір 2-ї категорії $565,000 - Хард - 56S/16Q/16D Одиночний розряд - Парний розряд                | Кімберлі По-Messerli Наталі Тозья 6–3, 7–5  | Ніколь Арендт Кароліна Віс        | Мартіна Хінгіс Наталі Тозья       | Емі Фрейзер Серена Вільямс Кім Клейстерс Олена Дементьєва |
| 13 серпня           | Rogers AT&T Cup Торонто, Канада Турнір 1-ї категорії $1,200,000 - Хард - 56S/32Q/28D Одиночний розряд - Парний розряд                    | Серена Вільямс 6–1, 6–7(9–11), 6–3          | Дженніфер Капріаті                | Анке Губер Моніка Селеш           | Меган Шонессі Дженніфер Гопкінс Сандрін Тестю Жустін Енен |
| 13 серпня           | Rogers AT&T Cup Торонто, Канада Турнір 1-ї категорії $1,200,000 - Хард - 56S/32Q/28D Одиночний розряд - Парний розряд                    | Кімберлі По-Messerli Ніколь Пратт 6–3, 6–1  | Тіна Кріжан Катарина Среботнік    | Анке Губер Моніка Селеш           | Меган Шонессі Дженніфер Гопкінс Сандрін Тестю Жустін Енен |
| 20 серпня           | Pilot Pen Tennis Нью-Гейвен, США Турнір 2-ї категорії $565,000 - Хард - 28S/32Q/16D Одиночний розряд - Парний розряд                     | Вінус Вільямс 7–6(8–6), 6–4                 | Ліндсі Девенпорт                  | Кім Клейстерс Дженніфер Капріаті  | Амелі Моресмо Наталі Тозья Жустін Енен Єлена Докич        |
| 20 серпня           | Pilot Pen Tennis Нью-Гейвен, США Турнір 2-ї категорії $565,000 - Хард - 28S/32Q/16D Одиночний розряд - Парний розряд                     | Кара Блек Олена Лиховцева 6–0, 3–6, 6–2     | Єлена Докич Надія Петрова         | Кім Клейстерс Дженніфер Капріаті  | Амелі Моресмо Наталі Тозья Жустін Енен Єлена Докич        |
| 27 серпня 3 вересня | Відкритий чемпіонат США New York, США Великий шолом $6,628,000 - Хард - 128S/96Q/64D/32X Одиночний розряд - Doubles Draw - Mixed Doubles | Вінус Вільямс 6–2, 6–4                      | Серена Вільямс                    | Мартіна Хінгіс Дженніфер Капріаті | Дая Беданова Ліндсі Девенпорт Кім Клейстерс Амелі Моресмо |
| 27 серпня 3 вересня | Відкритий чемпіонат США New York, США Великий шолом $6,628,000 - Хард - 128S/96Q/64D/32X Одиночний розряд - Doubles Draw - Mixed Doubles | Ліза Реймонд Ренне Стаббс 6–2, 5–7, 7–5     | Кімберлі По-Messerli Наталі Тозья | Мартіна Хінгіс Дженніфер Капріаті | Дая Беданова Ліндсі Девенпорт Кім Клейстерс Амелі Моресмо |
| 27 серпня 3 вересня | Відкритий чемпіонат США New York, США Великий шолом $6,628,000 - Хард - 128S/96Q/64D/32X Одиночний розряд - Doubles Draw - Mixed Doubles | Тодд Вудбрідж Ренне Стаббс 6–4, 5–7, 7–6(9) | Леандер Паес Ліза Реймонд         | Мартіна Хінгіс Дженніфер Капріаті | Дая Беданова Ліндсі Девенпорт Кім Клейстерс Амелі Моресмо |

### Вересень
| Week       | Турнір | Чемпіонки                                             | Фіналістки                       | Півфіналістки                        | Чвертьфіналістки                                                    |
| ---------- | --- | ----------------------------------------------------- | -------------------------------- | ------------------------------------ | ------------------------------------------------------------------- |
| 10 вересня | Brasil Open Баїя, Бразилія Турнір 2-ї категорії $625,000 - Хард - 28S/32Q/16D Одиночний розряд - Парний розряд             | Моніка Селеш 6–3, 6–3                                 | Єлена Докич                      | Генрієта Надьова Россана де лос Ріос | Тетяна Панова Аманда Кетцер Сільвія Фаріна-Елія Саманта Рівз        |
| 10 вересня | Brasil Open Баїя, Бразилія Турнір 2-ї категорії $625,000 - Хард - 28S/32Q/16D Одиночний розряд - Парний розряд             | Аманда Кетцер Лорі Макніл 6–7(8–10), 6–2, 6–4         | Ніколь Арендт Патрісія Тарабіні  | Генрієта Надьова Россана де лос Ріос | Тетяна Панова Аманда Кетцер Сільвія Фаріна-Елія Саманта Рівз        |
| 10 вересня | Big Island Championships Вайколоа, США Турнір 4-ї категорії $140,000 - Хард - 32S/19Q/16D Одиночний розряд - Парний розряд | Сандрін Тестю 6–3, 2–0 ret.                           | Жустін Енен                      | Ліза Реймонд Марісса Ірвін           | Джилл Крейбас Лілія Остерло Мейлен Ту Аліна Жидкова                 |
| 10 вересня | Big Island Championships Вайколоа, США Турнір 4-ї категорії $140,000 - Хард - 32S/19Q/16D Одиночний розряд - Парний розряд | Тіна Кріжан Катарина Среботнік 6–2, 6–3               | Елс Калленс Ніколь Пратт         | Ліза Реймонд Марісса Ірвін           | Джилл Крейбас Лілія Остерло Мейлен Ту Аліна Жидкова                 |
| 17 вересня | Toyota Princess Cup Токіо, Японія Турнір 2-ї категорії $565,000 - Хард - 28S/32Q/16D Одиночний розряд - Парний розряд      | Єлена Докич 6–4, 6–2                                  | Аранча Санчес Вікаріо            | Кім Клейстерс Гала Леон Гарсія       | Тамарін Танасугарн Мейлен Ту Сандрін Тестю Ай Суґіяма               |
| 17 вересня | Toyota Princess Cup Токіо, Японія Турнір 2-ї категорії $565,000 - Хард - 28S/32Q/16D Одиночний розряд - Парний розряд      | Кара Блек Лізель Губер 6–1, 6–3                       | Кім Клейстерс Ай Суґіяма         | Кім Клейстерс Гала Леон Гарсія       | Тамарін Танасугарн Мейлен Ту Сандрін Тестю Ай Суґіяма               |
| 17 вересня | Bell Challenge Квебек, Канада Турнір 3-ї категорії $170,000 - Килим (i) - 30S/32Q/16D Одиночний розряд - Парний розряд     | Меган Шонессі 6–1, 6–3                                | Іва Майолі                       | Анна Кремер Мартина Суха             | Александра Стівенсон Яна Неєдли Дженніфер Гопкінс Саманта Рівз      |
| 17 вересня | Bell Challenge Квебек, Канада Турнір 3-ї категорії $170,000 - Килим (i) - 30S/32Q/16D Одиночний розряд - Парний розряд     | Саманта Рівз Адріана Серра-Дзанетті 7–5, 4–6, 6–3     | Клара Коукалова Алена Вашкова    | Анна Кремер Мартина Суха             | Александра Стівенсон Яна Неєдли Дженніфер Гопкінс Саманта Рівз      |
| 24 вересня | Sparkassen Cup Лейпциг, Німеччина Турнір 2-ї категорії $565,000 - Хард (п) - 28S/32Q/16D Singles Draw - Doubles Draw       | Кім Клейстерс 6–1, 6–1                                | Магдалена Малеєва                | Олена Дементьєва Наталі Тозья        | Сільвія Фаріна-Елія Даніела Гантухова Анастасія Мискіна Анна Кремер |
| 24 вересня | Sparkassen Cup Лейпциг, Німеччина Турнір 2-ї категорії $565,000 - Хард (п) - 28S/32Q/16D Singles Draw - Doubles Draw       | Олена Лиховцева Наталі Тозья 6–4, 6–2                 | Квета Грдлічкова Барбара Ріттнер | Олена Дементьєва Наталі Тозья        | Сільвія Фаріна-Елія Даніела Гантухова Анастасія Мискіна Анна Кремер |
| 24 вересня | Wismilak International Балі, Індонезія Турнір 3-ї категорії $170,000 - Хард - 30S/26Q/16D Одиночний розряд - Парний розряд | Анжелік Віджайя 7–6(7–2), 7–6(7–4)                    | Йоаннетта Крюгер                 | Аранча Санчес Вікаріо Сє Шувей       | Ріта Гранде Тіна Писник Асагое Сінобу Тамарін Танасугарн            |
| 24 вересня | Wismilak International Балі, Індонезія Турнір 3-ї категорії $170,000 - Хард - 30S/26Q/16D Одиночний розряд - Парний розряд | Еві Домінікович Тамарін Танасугарн 6–7(4–7), 6–2, 6–3 | Джанет Лі Вінне Пракуся          | Аранча Санчес Вікаріо Сє Шувей       | Ріта Гранде Тіна Писник Асагое Сінобу Тамарін Танасугарн            |

### Жовтень
| Week      | Турнір | Чемпіонки                                        | Фіналістки                         | Півфіналістки                            | Чвертьфіналістки                                                        |
| --------- | --- | ------------------------------------------------ | ---------------------------------- | ---------------------------------------- | ----------------------------------------------------------------------- |
| 1 жовтня  | Кубок Кремля Москва, Росія Турнір 1-ї категорії $1,185,000 - Хард (п) - 28S/32Q/16D Одиночний розряд - Парний розряд                      | Єлена Докич 6–3, 6–3                             | Олена Дементьєва                   | Анастасія Мискіна Сільвія Фаріна-Елія    | Мартіна Хінгіс Барбара Шетт Франческа Ск'явоне Дая Беданова             |
| 1 жовтня  | Кубок Кремля Москва, Росія Турнір 1-ї категорії $1,185,000 - Хард (п) - 28S/32Q/16D Одиночний розряд - Парний розряд                      | Мартіна Хінгіс Анна Курнікова 7–6(7–1), 6–3      | Олена Дементьєва Ліна Красноруцька | Анастасія Мискіна Сільвія Фаріна-Елія    | Мартіна Хінгіс Барбара Шетт Франческа Ск'явоне Дая Беданова             |
| 1 жовтня  | AIG Japan Open Токіо, Японія Турнір 3-ї категорії $170,000 - Хард - 30S/32Q/16D Одиночний розряд - Парний розряд                          | Моніка Селеш 6–3, 6–2                            | Тамарін Танасугарн                 | Ай Суґіяма Йоаннетта Крюгер              | Ріта Гранде Павліна Нола Еммануель Гальярді Обата Саорі                 |
| 1 жовтня  | AIG Japan Open Токіо, Японія Турнір 3-ї категорії $170,000 - Хард - 30S/32Q/16D Одиночний розряд - Парний розряд                          | Лізель Губер Рейчел Макквіллан 6–2, 6–0          | Джанет Лі Вінне Пракуся            | Ай Суґіяма Йоаннетта Крюгер              | Ріта Гранде Павліна Нола Еммануель Гальярді Обата Саорі                 |
| 8 жовтня  | Porsche Tennis Grand Prix Фільдерштадт, Німеччина Турнір 2-ї категорії $565,000 - Хард (п) - 28S/32Q/16D Одиночний розряд - Парний розряд | Ліндсі Девенпорт 7–5, 6–4                        | Жустін Енен                        | Мартіна Хінгіс Сандрін Тестю             | Тетяна Панова Амелі Моресмо Анке Губер Дженніфер Капріаті               |
| 8 жовтня  | Porsche Tennis Grand Prix Фільдерштадт, Німеччина Турнір 2-ї категорії $565,000 - Хард (п) - 28S/32Q/16D Одиночний розряд - Парний розряд | Ліндсі Девенпорт Ліза Реймонд 6–4, 6–7(4–7), 7–5 | Жустін Енен Меган Шонессі          | Мартіна Хінгіс Сандрін Тестю             | Тетяна Панова Амелі Моресмо Анке Губер Дженніфер Капріаті               |
| 8 жовтня  | Kiwi Open Шанхай, Китай Турнір 4-ї категорії $140,000 - Хард - 32S/30Q/16D Singles Draw - Doubles Draw                                    | Моніка Селеш 6–2, 6–3                            | Ніколь Пратт                       | Алісія Молік Ріта Гранде                 | Стефані Форец Чо Юн Чон Ай Суґіяма Джанет Лі                            |
| 8 жовтня  | Kiwi Open Шанхай, Китай Турнір 4-ї категорії $140,000 - Хард - 32S/30Q/16D Singles Draw - Doubles Draw                                    | Лізель Губер Ленка Немечкова 6–0, 7–5            | Еві Домінікович Тамарін Танасугарн | Алісія Молік Ріта Гранде                 | Стефані Форец Чо Юн Чон Ай Суґіяма Джанет Лі                            |
| 15 жовтня | Swisscom Challenge Цюрих, Швейцарія Турнір 1-ї категорії $1,185,000 - Хард (п) - 28S/32Q/16D Одиночний розряд - Парний розряд             | Ліндсі Девенпорт 6–3, 6–1                        | Єлена Докич                        | Наталі Тозья Дженніфер Капріаті          | Сандрін Тестю Сільвія Фаріна-Елія Даніела Гантухова Марі-Гаяне Мікаелян |
| 15 жовтня | Swisscom Challenge Цюрих, Швейцарія Турнір 1-ї категорії $1,185,000 - Хард (п) - 28S/32Q/16D Одиночний розряд - Парний розряд             | Ліндсі Девенпорт Ліза Реймонд 6–3, 2–6, 6–2      | Сандрін Тестю Роберта Вінчі        | Наталі Тозья Дженніфер Капріаті          | Сандрін Тестю Сільвія Фаріна-Елія Даніела Гантухова Марі-Гаяне Мікаелян |
| 15 жовтня | EuroTel Slovak Indoors Братислава, Словаччина Tier V event $110,000 - Хард (п) - 32S/32Q/16D Singles Draw - Doubles Draw                  | Ріта Гранде 6–1, 6–1                             | Мартина Суха                       | Адріана Серра-Дзанетті Людмила Черванова | Лілія Остерло Квета Грдлічкова Б'янка Ламаде Анна Кремер                |
| 15 жовтня | EuroTel Slovak Indoors Братислава, Словаччина Tier V event $110,000 - Хард (п) - 32S/32Q/16D Singles Draw - Doubles Draw                  | Дая Беданова Олена Бовіна 6–3, 6–4               | Наталі Деші Мейлен Ту              | Адріана Серра-Дзанетті Людмила Черванова | Лілія Остерло Квета Грдлічкова Б'янка Ламаде Анна Кремер                |
| 22 жовтня | Generali Ladies Linz Лінц, Австрія Турнір 2-ї категорії $565,000 - Хард (п) - 28S/32Q/16D Singles Draw - Doubles Draw                     | Ліндсі Девенпорт 6–4, 6–1                        | Єлена Докич                        | Магдалена Малеєва Ірода Туляганова       | Сандрін Тестю Чанда Рубін Александра Стівенсон Тетяна Панова            |
| 22 жовтня | Generali Ladies Linz Лінц, Австрія Турнір 2-ї категорії $565,000 - Хард (п) - 28S/32Q/16D Singles Draw - Doubles Draw                     | Єлена Докич Надія Петрова 6–1, 6–4               | Елс Калленс Чанда Рубін            | Магдалена Малеєва Ірода Туляганова       | Сандрін Тестю Чанда Рубін Александра Стівенсон Тетяна Панова            |
| 22 жовтня | SEAT Open Люксембург, Люксембург Турнір 3-ї категорії $170,000 - Хард (п) - 30S/32Q/16D Одиночний розряд - Парний розряд                  | Кім Клейстерс 6–2, 6–2                           | Ліза Реймонд                       | Аманда Кетцер Тіна Писник                | Анна Курнікова Квета Грдлічкова Анке Губер Мейлен Ту                    |
| 22 жовтня | SEAT Open Люксембург, Люксембург Турнір 3-ї категорії $170,000 - Хард (п) - 30S/32Q/16D Одиночний розряд - Парний розряд                  | Олена Бовіна Даніела Гантухова 6–3, 6–3          | Б'янка Ламаде Патті Шнідер         | Аманда Кетцер Тіна Писник                | Анна Курнікова Квета Грдлічкова Анке Губер Мейлен Ту                    |
| 29 жовтня | Sanex Championships Мюнхен, Німеччина Чемпіонат кінця року $3,000,000 - Хард - 16S/8D Одиночний розряд - Парний розряд                    | Серена Вільямс Без гри                           | Ліндсі Девенпорт                   | Сандрін Тестю Кім Клейстерс              | Дженніфер Капріаті Жустін Енен Аранча Санчес Вікаріо Єлена Докич        |
| 29 жовтня | Sanex Championships Мюнхен, Німеччина Чемпіонат кінця року $3,000,000 - Хард - 16S/8D Одиночний розряд - Парний розряд                    | Ліза Реймонд Ренне Стаббс 7–5, 3–6, 6–3          | Кара Блек Олена Лиховцева          | Сандрін Тестю Кім Клейстерс              | Дженніфер Капріаті Жустін Енен Аранча Санчес Вікаріо Єлена Докич        |

### Листопад
| Week        | Турнір | Чемпіонки                                   | Фіналістки                 | Півфіналістки                                              | Чвертьфіналістки                                                   |
| ----------- | --- | ------------------------------------------- | -------------------------- | ---------------------------------------------------------- | ------------------------------------------------------------------ |
| 5 листопада | Volvo Women's Open Паттайя, Таїланд Tier V event $110,000 - Хард - 32S/25Q/16D Одиночний розряд - Парний розряд | Патті Шнідер 6–0, 6–4                       | Генрієта Надьова           | Россана де лос Ріос Тетяна Пучек                           | Сє Шувей Анна Кремер Тетяна Панова Лізель Губер                    |
| 5 листопада | Volvo Women's Open Паттайя, Таїланд Tier V event $110,000 - Хард - 32S/25Q/16D Одиночний розряд - Парний розряд | Оса Свенссон Ірода Туляганова 4–6, 6–3, 6–3 | Лізель Губер Вінне Пракуся | Россана де лос Ріос Тетяна Пучек                           | Сє Шувей Анна Кремер Тетяна Панова Лізель Губер                    |
| 5 листопада | Кубок Федерації Мадрид, Іспанія ґрунт (п) – 8 команд (ГР)                                                       | Бельгія 2–1                                 | Росія                      | Програли в круговому турнірі (група A) Франція Росія Чехія | Програли в круговому турнірі (група B) Іспанія Німеччина Австралія |

## Статистика
Список гравчинь і здобутих титулів:
- Ліндсі Девенпорт - Токіо Pan Pacific, Скоттсдейл, Істборн, Мангеттен-Біч, Фільдерштадт, Цюрих та Лінц (7)
- Вінус Вільямс - Маямі, Гамбург, Вімблдон, Сан-Дієго, Нью-Гейвен та Відкритий чемпіонат США (6)
- Амелі Моресмо - Париж, Ніцца, Амелія-Айленд та Берлін (4)
- Моніка Селеш - Оклагома-Сіті, Баїя, Tokyo Japan Open та Шанхай (4)
- Дженніфер Капріаті - Відкритий чемпіонат Австралії, Чарлстон та Відкритий чемпіонат Франції (3)
- Кім Клейстерс - Стенфорд, Лейпциг та Люксембург (3)
- Єлена Докич - Рим, Tokyo Princess Cup та Москва (3)
- Жустін Енен - Голд-Кост, Канберра та 'с-Гертогенбос (3)
- Мартіна Хінгіс - Сідней, Доха та Дубай (3)
- Серена Вільямс - Індіан-Веллс, Торонто та Munich Championships (3)
- Ріта Гранде - Гобарт та Братислава (2)
- Анхелес Монтоліо - Ешторил та Бол (2)
- Ірода Туляганова - Відень та Нокке-Гайст (2)
- Аранча Санчес Вікаріо - Порто та Мадрид (2)
- Аманда Кетцер - Акапулько (1)
- Сільвія Фаріна-Елія - Страсбург (1)
- Адріана Герші - Базель (1)
- Жофія Губачі - Касабланка (1)
- Б'янка Ламаде - Ташкент (1)
- Магдалена Малеєва - Будапешт (1)
- Анабель Медіна Гаррігес - Палермо (1)
- Барбара Ріттнер - Будапешт (1)
- Патті Шнідер - Паттая (1)
- Меган Шонессі - Квебек-Сіті (1)
- Паола Суарес - Богота (1)
- Наталі Тозья - Бірмінгем (1)
- Сандрін Тестю - Вайколоа (1)
- Крістіна Торренс-Валеро - Сопот (1)
- Мейлен Ту - Окленд (1)
- Анжелік Віджайя - Балі (1)

Гравчині, що здобули свій перший титул:
- Мейлен Ту - Окленд
- Ріта Гранде - Гобарт
- Анхелес Монтоліо - Ешторил
- Єлена Докич - Рим
- Сільвія Фаріна-Елія - Страсбург
- Б'янка Ламаде - Ташкент
- Анабель Медіна Гаррігес - Палермо
- Жофія Губачі - Касабланка
- Адріана Герші - Базель
- Анжелік Віджайя - Балі

Титулів за країною:
- США - 25 (Окленд, Відкритий чемпіонат Австралії, Tokyo Pan Pacific, Оклагома-Сіті, Скоттсдейл, Індіан-Веллс, Маямі, Чарлстон, Гамбург, Відкритий чемпіонат Франції, Істборн, Вімблдон, Сан-Дієго, Мангеттен-Біч, Торонто, Нью-Гейвен, Відкритий чемпіонат США, Баїя, Квебек-Сіті, Tokyo Japan Open, Фільдерштадт, Шанхай, Цюрих, Лінц та Munich Championships)
- Бельгія - 6 (Голд-Кост, Канберра, 'с-Гертогенбос, Стенфорд, Лейпциг та Люксенбург)
- Франція - 6 (Париж, Ніцца, Амелія-Айленд, Берлін, Бірмінгем та Вайколоа)
- Іспанія - 6 (Порту, Ешторил, Бол, Мадрид, Палермо та Сопот)
- Швейцарія - 4 (Сідней, Доха, Дубай та Паттая)
- Італія - 3 (Гобарт, Страсбург та Братислава)
- Союзна Республіка Югославія - 3 (Рим, Tokyo Princess Cup та Москва)
- Німеччина - 2 (Будапешт і Ташкент)
- Узбекистан - 2 (Відень та Нокке-Гайст)
- Аргентина - 1 (Богота)
- Болгарія - 1 (Будапешт)
- Чехія - 1 (Базель)
- Угорщина - 1 (Касабланка)
- Індонезія - 1 (Індонезія)
- ПАР - 1 (Акапулько)

## Рейтинги
Рейтинги WTA на кінець 2001 року в одиночному та парному розрядах:
| Одиночний розряд | Одиночний розряд      | Одиночний розряд            | Одиночний розряд | Одиночний розряд | Одиночний розряд |
| ---------------- | --------------------- | --------------------------- | ---------------- | ---------------- | ---------------- |
| Місце            | Ім'я                  | Країна                      | Очок             | 2000             | Різниця          |
| 1                | Ліндсі Девенпорт      | США                         | 4,902            | 2                | +1               |
| 2                | Дженніфер Капріаті    | США                         | 4,892            | 14               | +12              |
| 3                | Вінус Вільямс         | США                         | 4,128            | 3                | =                |
| 4                | Мартіна Хінгіс        | Швейцарія                   | 3,944            | 1                | -3               |
| 5                | Кім Клейстерс         | Бельгія                     | 3,265            | 18               | +13              |
| 6                | Серена Вільямс        | США                         | 3,004            | 6                | =                |
| 7                | Жустін Енен           | Бельгія                     | 2,989            | 48               | +41              |
| 8                | Єлена Докич           | Союзна Республіка Югославія | 2,780            | 26               | +18              |
| 9                | Амелі Моресмо         | Франція                     | 2,765            | 16               | +7               |
| 10               | Моніка Селеш          | США                         | 2,306            | 4                | -6               |
| 11               | Сандрін Тестю         | Франція                     | 2,056            | 17               | +6               |
| 12               | Меган Шонессі         | США                         | 1,833            | 39               | +27              |
| 13               | Наталі Тозья          | Франція                     | 1,754            | 10               | -3               |
| 14               | Сільвія Фаріна-Елія   | Італія                      | 1,738            | 63               | +49              |
| 15               | Олена Дементьєва      | Росія                       | 1,576            | 11               | -4               |
| 16               | Магдалена Малеєва     | Болгарія                    | 1,571            | 22               | +6               |
| 17               | Аранча Санчес Вікаріо | Іспанія                     | 1,548            | 8                | -9               |
| 18               | Анке Губер            | Німеччина                   | 1,444            | 19               | +1               |
| 19               | Аманда Кетцер         | ПАР                         | 1,426            | 12               | -7               |
| 20               | Ірода Туляганова      | Узбекистан                  | 1,295            | 75               | +55              |

| Парний розряд | Парний розряд           | Парний розряд               | Парний розряд | Парний розряд | Парний розряд |
| ------------- | ----------------------- | --------------------------- | ------------- | ------------- | ------------- |
| Місце         | Ім'я                    | Країна                      | Очок          | 2000          | Зміна         |
| 1             | Ліза Реймонд            | США                         | 4,098         | 5             | +4            |
| 2             | Ренне Стаббс            | Австралія                   | 3,712         | 5             | +3            |
| 3             | Кара Блек               | Зімбабве                    | 2,614         | 14            | +11           |
| 4             | Олена Лиховцева         | Росія                       | 2,605         | 18            | +14           |
| 5             | Наталі Тозья            | Франція                     | 2,535         | 9             | +4            |
| 6             | Паола Суарес            | Аргентина                   | 2,512         | 7             | +1            |
| 7             | Кімберлі По             | США                         | 2,364         | 20            | +13           |
| 8             | Вірхінія Руано Паскуаль | Іспанія                     | 2,344         | 10            | +2            |
| 9             | Ай Суґіяма              | Японія                      | 2,018         | 1             | -8            |
| 10            | Ніколь Арендт           | США                         | 1,796         | 11            | +1            |
| 11            | Аранча Санчес Вікаріо   | Іспанія                     | 1,790         | 16            | +5            |
| 12            | Єлена Докич             | Союзна Республіка Югославія | 1,710         | 50            | +38           |
| 13            | Сандрін Тестю           | Франція                     | 1,578         | 22            | +9            |
| 14            | Меган Шонессі           | США                         | 1,476         | 35            | +21           |
| 15            | Кім Клейстерс           | Бельгія                     | 1,357         | 47            | +32           |
| 16            | Елс Калленс             | Бельгія                     | 1,335         | 15            | -1            |
| 17            | Аманда Кетцер           | ПАР                         | 1,312         | 26            | +9            |
| 18            | Барбара Шетт            | Австрія                     | 1,293         | 13            | -5            |
| 19            | Кончіта Мартінес        | Іспанія                     | 1,265         | 27            | +8            |
| 20            | Катарина Среботнік      | Словенія                    | 1,256         | 34            | +14           |